# Antonio Mendonça
Pour les articles homonymes, voir Mendonça.
 Antonio Mendonça  ,  de son vrai nom  Antônio Manuel Viana Mendonça, né le 9 octobre 1982 à Luanda, est un footballeur angolais. Il joue au poste de milieu de terrain avec l'équipe d'Angola et le Inter Luanda.

## Carrière

### En équipe nationale
Il commence sa carrière internationale avec l'équipe d'Angola en 1999.
Il dispute le championnat africain des moins de 20 ans en 2000 et est désigné meilleur joueur de la compétition.
Il dispute la Coupe d'Afrique des nations de football 2006.
Mendonça participe à la Coupe du monde 2006 avec l'équipe d'Angola.

## Palmarès

### Distinction personnelle
- Meilleur joueur de la Coupe d'Afrique des nations junior 2001

Avec l’Équipe d'Angola des moins de 20 ans de football